# Sawako Ariyoshi
Sawako Ariyoshi (有吉 佐和子 Ariyoshi Sawako?,  Wakayama, 20 de enero de 1931- 30 de agosto de 1984) fue una escritora y novelista japonesa.

## Biografía
Nacida en la ciudad de Wakayama, Sawako Ariyoshi pasó parte de su infancia en Java. Desde el año 1949, estudió literatura y teatro en el Colegio cristiano para mujeres de Tokio, donde se graduó en el año 1952. 
En 1959 pasó un año en el Sarah Lawrence College de Nueva York. Trabajó entonces con una compañía editorial y también escribió para periódicos, se unió a un grupo de danza, y escribió cuentos y guiones para medios diversos. Viajó mucho, obteniendo así material para sus novelas serializadas de la vida doméstica, que tratan sobre todo de temas sociales. Además del "Fellowship" de la Fundación Rockefeller, que recibió en 1959, Ariyoshi ha sido destinataria de varios premios literarios japoneses y estaba en la cumbre de su carrera cuando murió mientras dormía.
Prolífica novelista, dramatiza temas significativos en su ficción, como el sufrimiento de los ancianos, el efecto de la contaminación en el medio ambiente, y los efectos del cambio social y político en los valores y la vida doméstica de Japón, especialmente en la vida de las mujeres. 
Su novela Los años del crepúsculo describe la vida de una mujer trabajadora que cuida de su suegro, anciano y enfermo. Entre otras novelas de Ariyoshi es El río Ki, un penetrante retrato de las vidas de tres mujeres rurales: madre, hija y nieta. Su novela La esposa del médico (1966) es una novela histórica que dramatiza los papeles de las mujeres japonesas en el siglo XIX puesto que hace una crónica de la experiencia de Seishū Hanaoka, un doctor pionero en la cirugía del cáncer de mama, y la situó como una de las mejores escritoras japonesas de la posguerra; está considerada como su mejor novela.

## Obras
- Kinokawa "El río Ki" (1959) - trata de mujeres de la aristocracia.
- Hishoku "No por el color" (1964) - trata del racismo.
- Hanaoka Seishū no tsuma La esposa del médico (1966) - su obra más conocida.
- Jiuta (1967)
  - Jiuta "Balada"  (1956)
  - Shiroi ōgi "El abanico blanco que se pliega"   (1957)
  - Kiyu no shi "La muerte de Kiyu"  (1962)
- Izumo no Okuni "Bailarina de kabuki" (1969) -relato de ficción sobre la vida de la inventora del kabuki.
- Kōkotsu no hito "Los años del crepúsculo" (1972) -trata del envejecimiento.
- Fukugō osen "La compleja contaminación" (1975) -trata de la contaminación
- Kazu no miyasama otome "Su Alteza Real la princesa Kazu"  (1978)
- Chūgoku repōto "El informe China Report" (1978)